# Marcel Herzog
Marcel Herzog (Winterthur, Suïssa, 28 de juny de 1980) és un futbolista suís que actualment juga de porter al primer equip del MSV Duisburg. Va començar com a futbolista al FC Bubendorf.